# Élections législatives de 1986 dans la Seine-Saint-Denis
Les élections législatives françaises de 1986 ont lieu le 16 mars 1986. Dans le département de la Seine-Saint-Denis, treize députés sont à élire dans le cadre d'un scrutin proportionnel par liste départementale à un seul tour.

## Élus
| Député élu          |  | Parti     |
| ------------------- |  | --------- |
| Gilbert Bonnemaison |  | PS        |
| Claude Bartolone    |  | PS        |
| Véronique Neiertz   |  | PS        |
| Jacques Mahéas      |  | PS        |
| Robert Pandraud     |  | RPR       |
| Éric Raoult         |  | RPR       |
| Jacques Oudot       |  | RPR       |
| Jean-Claude Gayssot |  | PCF       |
| François Asensi     |  | PCF       |
| Muguette Jacquaint  |  | PCF       |
| François Bachelot   |  | FN        |
| Roger Holeindre     |  | FN        |
| Didier Bariani      |  | UDF (Rad) |

À partir du 3 avril 1986, à la suite de leur nomination au gouvernement, Robert Pandraud et Didier Bariani cèdent leurs places aux suivants de liste : Christian Demuynck, no 3 sur la liste RPR-CNI, et Jean-Jack Salles, no 2 sur la liste UDF.

## Listes en présence

### Mouvement pour un parti des travailleurs
| N° | Candidats           | Parti | Parti | Principales fonctions                                         |
| -- | ------------------- | ----- | ----- | ------------------------------------------------------------- |
| 01 | Pierre Brousse      |       | MPPT  | Dessinateur                                                   |
| 02 | Roger Bauvert       |       | MPPT  | Retraité des assurances                                       |
| 03 | Paul Robel          |       | MPPT  | Médecin, porte-parole national du MPPT                        |
| 04 | Renée Le Pichon     |       | MPPT  | Employée d’université, conseillère municipale de Villetaneuse |
| 05 | Danielle Clause     |       | MPPT  | Institutrice                                                  |
| 06 | Jean-Pierre Delarue |       | MPPT  |                                                               |
| 07 | Khaled Melhaa       |       | MPPT  | Employé de presse                                             |
| 08 | Anny Gauquelin      |       | MPPT  | Professeur de LEP                                             |
| 09 | Jean-Paul Gady      |       | MPPT  | Dessinateur Alsthom                                           |
| 10 | Marie-Josée Serre   |       | MPPT  | Employée de la Sécurité sociale                               |
| 11 | Isabelle Carril     |       | MPPT  | Professeur de collège                                         |
| 12 | Christian Paire     |       | MPPT  | Postier                                                       |
| 13 | Jeanne Perry        |       | MPPT  | Employée                                                      |
|    |                     |       |       |                                                               |
| 14 | Elisabeth Agopian   |       | MPPT  | Étudiante                                                     |
| 15 | Françoise Girard    |       | MPPT  | Institutrice                                                  |

### Lutte ouvrière
| N° | Candidats            | Parti | Parti | Principales fonctions           |
| -- | -------------------- | ----- | ----- | ------------------------------- |
| 01 | Arlette Laguiller    |       | LO    | Employée de banque              |
| 02 | Jean-Louis Gaillard  |       | LO    | Ouvrier de l'industrie chimique |
| 03 | Yves Guillemot       |       | LO    | Ingénieur                       |
| 04 | Gilbert Fontanet     |       | LO    | Ouvrier                         |
| 05 | Serge Le Balc'h      |       | LO    | Ouvrier ajusteur                |
| 06 | Michelle Loux        |       | LO    | Aide chimiste                   |
| 07 | Germaine Bauer       |       | LO    | Employée de banque              |
| 08 | Maryse Pernot        |       | LO    | Technicienne                    |
| 09 | Louis Lancteau       |       | LO    | Ouvrier qualifié                |
| 10 | Idilio Valdenebro    |       | LO    | Monteur-câbleur                 |
| 11 | Michel Jouannin      |       | LO    | Dessinateur industriel          |
| 12 | Alain Roulaud        |       | LO    | Dessinateur industriel          |
| 13 | Bernard Seytre       |       | LO    | Enseignant                      |
|    |                      |       |       |                                 |
| 14 | Danièle Hanryon      |       | LO    | Ouvrière graveuse               |
| 15 | Jean-Louis Ajzenberg |       | LO    | Ouvrier fraiseur                |

### Ligue communiste révolutionnaire - Ligue ouvrière révolutionnaire
| N° | Candidats           | Parti | Parti | Principales fonctions |
| -- | ------------------- | ----- | ----- | --------------------- |
| 01 | Jean Gersin         |       | LCR   | Correcteur            |
| 02 | Catherine Faujour   |       | LCR   | Enseignante           |
| 03 | Claude Bleton       |       | LCR   | Ouvrier métallurgiste |
| 04 | Marie-Hélène Morice |       | LCR   | Infirmière            |
| 05 | Christian Beridel   |       | LOR   | Préposé aux PTT       |
| 06 | Jocelyne Nazaire    |       | LCR   | Assistante sociale    |
| 07 | Jean-Paul Petit     |       | LCR   | Technicien            |
| 08 | Sonia Casagrande    |       | LCR   | Éducatrice            |
| 09 | Daniel Berrou       |       | LCR   | Agent d'entretien     |
| 10 | Jean-Pierre Clément |       | LCR   | Ingénieur hospitalier |
| 11 | Jean-Yves Lesage    |       | LCR   | Ouvrier du Livre      |
| 12 | Bernard Grenouillet |       | LCR   | Attaché communal      |
| 13 | Jean-Claude Renier  |       | LCR   | Postier               |
|    |                     |       |       |                       |
| 14 | Anne Krumnow        |       | LCR   | Étudiante salariée    |
| 15 | René Douarin        |       | LCR   | Éducateur             |

### Parti communiste français
| N° | Candidats            | Parti | Parti | Principales fonctions                                                              |
| -- | -------------------- | ----- | ----- | ---------------------------------------------------------------------------------- |
| 01 | Jean-Claude Gayssot  |       | PCF   | Conseiller municipal de Bobigny, ouvrier qualifié à la SNCF                        |
| 02 | François Asensi      |       | PCF   | Député sortant et conseiller municipal d'Aulnay-sous-Bois, dessinateur             |
| 03 | Muguette Jacquaint   |       | PCF   | Députée sortante et adjointe au maire de La Courneuve, ouvrière spécialisée        |
| 04 | Bernard Vasseur      |       | PCF   | Conseiller municipal de Montreuil, professeur de philosophie                       |
| 05 | Paulette Fost        |       | PCF   | Maire de Saint-Ouen, secrétaire                                                    |
| 06 | Maurice Nilès        |       | PCF   | Députée sortante, Maire de Drancy, fraiseur                                        |
| 07 | Roger Gouhier        |       | PCF   | Maire de Noisy-le-Sec, retraité SNCF                                               |
| 08 | Pierre Quay-Thévenon |       | PCF   | Cadre                                                                              |
| 09 | Jacqueline Chonavel  |       | PCF   | Maire de Bagnolet, employée                                                        |
| 10 | Maurice Nisard       |       | PCF   | Professeur d'université retraité                                                   |
| 11 | Christian Roulette   |       | PCF   | Avocat                                                                             |
| 12 | Danielle Montel      |       | PCF   | Conseillère municipale de Romainville, technicienne en rechercher pharmacologiques |
| 13 | Bernard Vergnaud     |       | PCF   | Conseiller général du canton de Sevran et maire de Sevran, employé                 |
|    |                      |       |       |                                                                                    |
| 14 | Françoise Salé       |       | PCF   | Conseillère municipale de Saint-Denis, cadre à la Sécurité sociale                 |
| 15 | Jean-Jacques Karman  |       | PCF   | Conseiller général du canton d'Aubervilliers-Ouest, dessinateur-projeteur          |

### Alternatifs (Verts-PSU-FGA-PAC)
| N° | Candidats                       | Parti | Parti          | Principales fonctions                                              |
| -- | ------------------------------- | ----- | -------------- | ------------------------------------------------------------------ |
| 01 | Alain Lipietz                   |       | Les Verts      | Ingénieur des ponts et chaussées, économiste                       |
| 02 | Maurice Lombard                 |       | Extrême gauche | Enseignant détaché à la formation continue des migrants            |
| 03 | Marie-Christine Simon de Bergen |       | Les Verts      | Enseignante                                                        |
| 04 | Didier Hamoneau                 |       | Les Verts      | Jardinier                                                          |
| 05 | Roger Ripert                    |       | Extrême gauche | Comptable                                                          |
| 06 | Thérèse Dion                    |       | Extrême gauche | Employée des transports, conseillère municipale d'Aulnay-sous-Bois |
| 07 | Patrick Baudoin                 |       | Extrême gauche | Employé                                                            |
| 08 | Jean-Claude Montaigu            |       | Extrême gauche | Inspecteur du Trésor                                               |
| 09 | Yann Fiévet                     |       | Les Verts      | Enseignant                                                         |
| 10 | Patrick Sérand                  |       | Les Verts      | Secrétaire administratif                                           |
| 11 | Gérard Bêche                    |       | Extrême gauche | Fonctionnaire aux Finances, maire adjoint de Montreuil-sous-Bois   |
| 12 | André Keller                    |       | Les Verts      | Journaliste                                                        |
| 13 | Christian Jarry                 |       | Extrême gauche | Instituteur                                                        |
|    |                                 |       |                |                                                                    |
| 14 | Françoise Miret                 |       | Extrême gauche | Professeur                                                         |
| 15 | Gilbert Rigal                   |       | Les Verts      | Informaticien analyste                                             |

### Parti socialiste
| N° | Candidats           | Parti | Parti | Principales fonctions                                                                                               |
| -- | ------------------- | ----- | ----- | --- |
| 01 | Gilbert Bonnemaison |       | PS    | Député sortant, conseiller général du canton d'Épinay-sur-Seine et maire d'Épinay-sur-Seine, dessinateur industriel |
| 02 | Claude Bartolone    |       | PS    | Député sortant, conseiller général du canton des Lilas et conseiller municipal des Lilas, attaché commercial        |
| 03 | Véronique Neiertz   |       | PS    | Députée sortante, maire adjoint de Bondy, documentaliste                                                            |
| 04 | Jacques Mahéas      |       | PS    | Député sortant, maire de Neuilly-sur-Marne, principal de collège                                                    |
| 05 | Jacques Delhy       |       | PS    | Enseignant, conseiller municipal de Rosny-sous-Bois                                                                 |
| 06 | Jean-Louis Auzan    |       | PS    | Professeur de collège, maire adjoint de Bobigny                                                                     |
| 07 | Jean-Jacques Piette |       | PS    | Directeur de société                                                                                                |
| 08 | Jacques Salvator    |       | PS    | Médecin |
| 09 | Daniel Pipard       |       | PS    | Assistant parlementaire, conseiller municipal de Villepinte                                                         |
| 10 | Pierre Machon       |       | PS    | Professeur, maire adjoint de Pierrefitte-sur-Seine                                                                  |
| 11 | Nadine Rocher       |       | PS    | Maire adjoint de Montreuil-sous-Bois                                                                                |
| 12 | Jean-Paul Rey       |       | PS    | Médecin, maire adjoint de Pantin                                                                                    |
| 13 | Maud Pagin          |       | PS    | Enseignante, conseillère municipale de Villemomble                                                                  |
|    |                     |       |       | |
| 14 | Henri Carlier       |       | PS    | Attaché principal d'administration centrale, maire adjoint de Saint-Denis                                           |
| 15 | Lucien Schilz       |       | PS    | Cadre administratif, maire adjoint de Romainville                                                                   |

### Opposition (UDF)
| N° | Candidats           | Parti | Parti    | Principales fonctions                                                                                |
| -- | ------------------- | ----- | -------- | --- |
| 01 | Didier Bariani      |       | UDF-Rad. | Maire du 20e arrondissement de Paris, conseiller de Paris, conseiller régional, gérant de société    |
| 02 | Jean-Jack Salles    |       | UDF-CDS  | Maire des Lilas, conseiller régional, inspecteur d'assurances                                        |
| 03 | Christine Chauvet   |       | UDF      | Directrice de société                                                                                |
| 04 | Claude Pernès       |       | UDF      | Ingénieur, conseiller général du canton de Rosny-sous-Bois, maire de Rosny-sous-Bois                 |
| 05 | Jules Acquaviva     |       | UDF      | Assureur-conseil, maire adjoint de Villemomble                                                       |
| 06 | Michel Archambaud   |       | UDF      | Cadre supérieur, maire adjoint d'Aulnay-sous-Bois                                                    |
| 07 | Jean Azulay         |       | UDF      | Expert comptable                                                                                     |
| 08 | Joseph Perfetti     |       | UDF      | Inspecteur principal au Ministère des Finances, conseiller municipal de Livry-Gargan                 |
| 09 | Jean Mass           |       | UDF      | Chef d'entreprise                                                                                    |
| 10 | François Goetz      |       | UDF      | Directeur adjoint des services départementaux du Trésor, conseiller municipal de Montreuil-sous-Bois |
| 11 | Arnaud Lagarde      |       | UDF      | Agent RATP                                                                                           |
| 12 | René Hamon          |       | UDF      | Technicien en bâtiment, conseiller municipal de Bobigny                                              |
| 13 | Claude Prigent      |       | UDF      | Ingénieur                                                                                            |
|    |                     |       |          | |
| 14 | Louis Hébert        |       | UDF      | Professeur technique, maire adjoint de Montfermeil                                                   |
| 15 | Jean-Marie Di Maria |       | UDF      | Kinésithérapeute, conseiller municipal du Pré-Saint-Gervais                                          |

### Opposition (RPR-CNI)
| N° | Candidats          | Parti | Parti | Principales fonctions                            |
| -- | ------------------ | ----- | ----- | ------------------------------------------------ |
| 01 | Robert Pandraud    |       | RPR   | Directeur de cabinet du maire de Paris           |
| 02 | Éric Raoult        |       | RPR   | Premier adjoint au maire du Raincy               |
| 03 | Jacques Oudot      |       | RPR   | Conseiller général et adjoint au maire des Lilas |
| 04 | Christian Demuynck |       | RPR   | Conseiller général et maire de Neuilly-Plaisance |
| 05 |                    |       | RPR   |                                                  |
| 06 |                    |       | RPR   |                                                  |
| 07 |                    |       | RPR   |                                                  |
| 08 |                    |       | RPR   |                                                  |
| 09 |                    |       | RPR   |                                                  |
| 10 |                    |       | RPR   |                                                  |
| 11 |                    |       | RPR   |                                                  |
| 12 |                    |       | RPR   |                                                  |
| 13 |                    |       | RPR   |                                                  |
|    |                    |       |       |                                                  |
| 14 |                    |       | RPR   |                                                  |
| 15 |                    |       | RPR   |                                                  |

### Opposition (dissident CNI-ULP)
| N° | Candidats                                      | Parti | Parti | Principales fonctions                                                     |
| -- | ---------------------------------------------- | ----- | ----- | ------------------------------------------------------------------------- |
| 01 | Pierre Pougnaud                                |       | CNI   | Administrateur civil, conseiller municipal de Saint-Denis                 |
| 02 | Alain Vriotte                                  |       | CNI   | Fonctionnaire au ministère du budget, conseiller municipal de Pierrefitte |
| 03 | Philippe André                                 |       | CNI   | Salarié agricole, conseiller d'arrondissement de Paris                    |
| 04 | Jean-Michel Chatelain                          |       | CNI   | Directeur commercial                                                      |
| 05 | Jacques Brunelet                               |       | ULP   | Cadre administratif, président de l'Union libérale de progrès             |
| 06 | Serge Anceau                                   |       | CNI   | Professeur à l'école hôtelière                                            |
| 07 | Jacqueline des Cognets de Correc de Kerdréoret |       | CNI   | Puéricultrice                                                             |
| 08 | Edgar Weiss                                    |       | SE    | Médecin psychiatre                                                        |
| 09 | Marcel Coursaget                               |       | ULP   | Informaticien, vice-président de l'Union libérale de progrès              |
| 10 | Pierre Royer                                   |       | SE    | Agent contractuel du ministère de la Culture                              |
| 11 | Joseph Benkemoun                               |       | CNI   | Directeur de société de transports                                        |
| 12 | Raymond Vaccari                                |       | ULP   | Artisan retraité                                                          |
| 13 | Agnès Grué                                     |       | CNI   | Agent EDF-GDF                                                             |
|    |                                                |       |       |                                                                           |
| 14 | Jacques Monfort                                |       | DVD   | Fonctionnaire                                                             |
| 15 | Jean-Paul Christophe                           |       | SE    | Plombier-couvreur                                                         |

### Front national
| N° | Candidats         | Parti | Parti | Principales fonctions   |
| -- | ----------------- | ----- | ----- | ----------------------- |
| 01 | François Bachelot |       | FN    | Radiothérapeute         |
| 02 | Roger Holeindre   |       | FN    | Journaliste et écrivain |
| 03 |                   |       | FN    |                         |
| 04 |                   |       | FN    |                         |
| 05 |                   |       | FN    |                         |
| 06 |                   |       | FN    |                         |
| 07 |                   |       | FN    |                         |
| 08 |                   |       | FN    |                         |
| 09 |                   |       | FN    |                         |
| 10 |                   |       | FN    |                         |
| 11 |                   |       | FN    |                         |
| 12 |                   |       | FN    |                         |
| 13 |                   |       | FN    |                         |
|    |                   |       |       |                         |
| 14 |                   |       | FN    |                         |
| 15 |                   |       | FN    |                         |

### Parti ouvrier européen
| N° | Candidats        | Parti | Parti | Principales fonctions                                        |
| -- | ---------------- | ----- | ----- | ------------------------------------------------------------ |
| 01 | Abdelkader Maadi |       | POE   | Conseiller sportif au Ministère de la jeunesse et des sports |
| 02 |                  |       | POE   |                                                              |
| 03 |                  |       | POE   |                                                              |
| 04 |                  |       | POE   |                                                              |
| 05 |                  |       | POE   |                                                              |
| 06 |                  |       | POE   |                                                              |
| 07 |                  |       | POE   |                                                              |
| 08 |                  |       | POE   |                                                              |
| 09 |                  |       | POE   |                                                              |
| 10 |                  |       | POE   |                                                              |
| 11 |                  |       | POE   |                                                              |
| 12 |                  |       | POE   |                                                              |
| 13 |                  |       | POE   |                                                              |
|    |                  |       |       |                                                              |
| 14 |                  |       | POE   |                                                              |
| 15 |                  |       | POE   |                                                              |

## Résultats

### Résultats à l'échelle du département
| Liste Parti politique | Liste Parti politique | Tête de liste                | Tour unique | Tour unique | Sièges |
| Liste Parti politique | Liste Parti politique | Tête de liste                | Voix        | %           | Sièges |
| --------------------- | --- | ---------------------------- | ----------- | ----------- | ------ |
|                       | Pour une majorité de progrès avec le président de la République Parti socialiste                                              | Gilbert Bonnemaison          | 143 514     | 29,13       | 4      |
|                       | Union avec le RPR pour le renouveau et l'avenir de la Seine-Saint-Denis Rassemblement pour la République (CNI)                | Robert Pandraud              | 110 335     | 22,40       | 3      |
|                       | Liste présentée par le Parti communiste français Parti communiste français                                                    | Jean-Claude Gayssot          | 91 926      | 18,66       | 3      |
|                       | Liste de Rassemblement national Front national                                                                                | François Bachelot            | 71 711      | 14,56       | 2      |
|                       | Liste UDF Union pour la démocratie française                                                                                  | Didier Bariani               | 48 174      | 9,78        | 1      |
|                       | Écologie 93, avec les Verts, les alternatifs, les autogestionnaires Les Verts (PSU - FGA - PAC)                               | Alain Lipietz                | 11 408      | 2,31        | 0      |
|                       | Liste Lutte ouvrière Lutte ouvrière                                                                                           | Arlette Laguiller            | 6 960       | 1,41        | 0      |
|                       | Liste du Mouvement pour une nouvelle humanité Divers                                                                          | Marguerite Valentine Dersion | 3 500       | 0,71        | 0      |
|                       | Liste du Mouvement pour un parti des travailleurs Seine-Saint-Denis Extrême gauche (Mouvement pour un parti des travailleurs) | Pierre Brousse               | 2 538       | 0,51        | 0      |
|                       | Liste LCR avec la participation de la LOR Ligue communiste révolutionnaire (LOR)                                              | Jean Gersin                  | 1 222       | 0,24        | 0      |
|                       | Liste du Parti ouvrier européen Extrême droite (Parti ouvrier européen)                                                       | Abdelkader Maadi             | 908         | 0,18        | 0      |
|                       | Liste indépendante d'opposition nationale - LION 93 Divers droite (diss. Centre national des indépendants)                    | Pierre Pougnaud              | 308         | 0,06        | 0      |
|                       | ? Divers écologiste | Daniel Nari                  | 89          | 0,02        | 0      |
|                       | |                              |             |             |        |
| Inscrits              | Inscrits | Inscrits                     | 708 253     | 100,00      | 13     |
| Abstentions           | Abstentions | Abstentions                  | 200 151     | 28,26       |        |
| Votants               | Votants | Votants                      | 508 102     | 71,74       |        |
| Blancs et nuls        | Blancs et nuls | Blancs et nuls               | 15 509      | 3,05        |        |
| Exprimés              | Exprimés | Exprimés                     | 492 593     | 96,94       |        |

### Scores par circonscription
|                                                        |                                                        |                                                      |
| PCF                                                    | PS                                                     | UDF                                                  |
| - 25 % et plus - 20 à 25 % - 15 à 20 % - Moins de 15 % | - 31 % et plus - 28 à 31 % - 25 à 28 % - Moins de 25 % | - 12 % et plus - 10 à 12 % - 8 à 10 % - Moins de 8 % |
|                                                        |                                                        |                                                      |
| RPR                                                    | FN                                                     |                                                      |
| - 27 % et plus - 23 à 27 % - 19 à 23 % - Moins de 19 % | - 15 % et plus - 13 à 15 % - Moins de 13 %             |                                                      |